# Archibald Frid

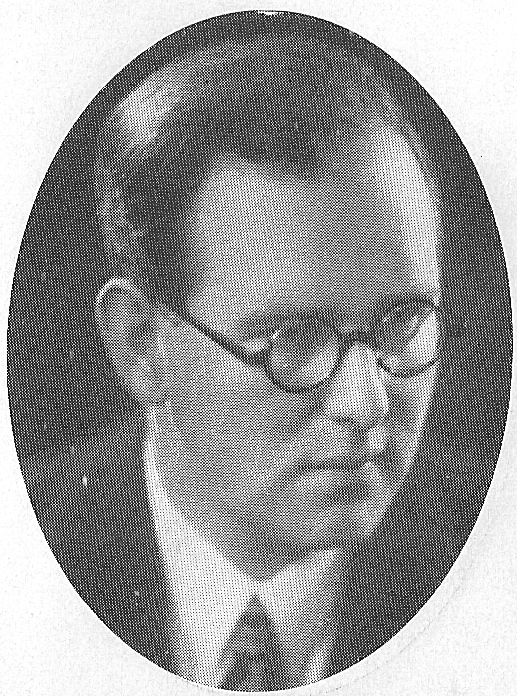
Archibald Frid

Carl Archibald Frid, född 24 november 1905 i Skeppsholmen, död 19 november 2000 i Stockholm, var en svensk arkitekt, verksam i Stockholm. 
Efter studentexamen från Nya Elementar studerade Frid vid Kungliga tekniska högskolan 1925–29 och vid Kungliga konsthögskolan 1932–34. Under studietiden var han anställd hos Höög & Morssing, Carl Åkerblad och Arvid Sjöqvist och gjorde praktik och vikarierade hos Stockholms stadsbyggnadsnämnd i tio månader. Egen 1935 drev han egen verksamhet i huvudstaden. Han verkade även som stadsarkitekt i Mariefreds stad

## Verk i urval

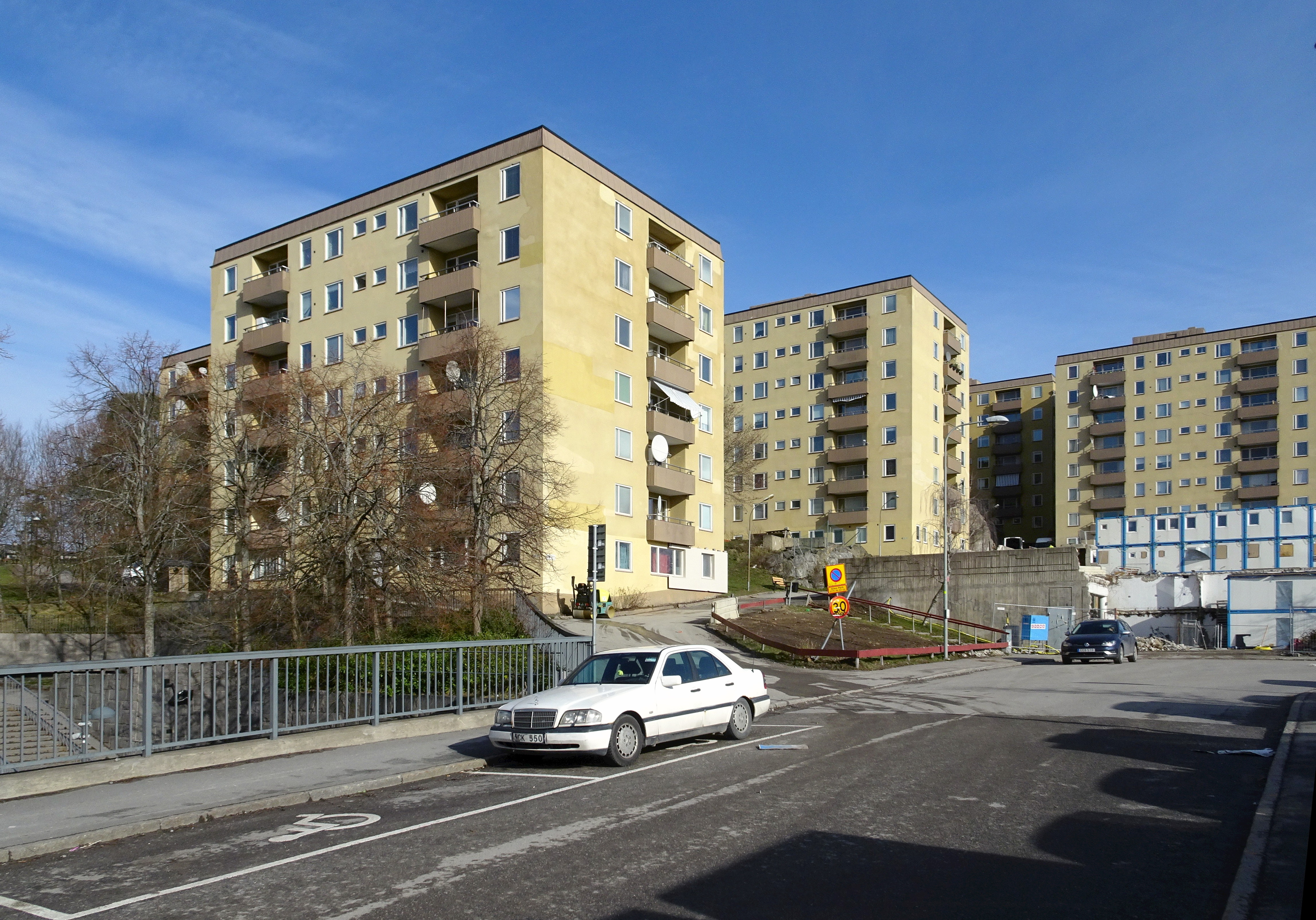
Punkthus vid Vårberg centrum.

- 12-vånings flerbostadshus Kungsklippan 3, Kungsholmen, Stockholm (1935) med Carl Åkerblad.
- Byggnad för chokladfabriken Marabou, Sundbyberg 1936
- Flerbostadshus, Hammarbyhöjden, Stockholm (1937)
- Flerbostadshus, S:t Göransgatan 70–72, Kungsholmen, Stockholm (1940)
- Flerbostadshus, Bråviksvägen 28-38, Årsta, Stockholm, 1944
- Flerbostadshus, Östhammarsgatan 67-69, Gärdet, Stockholm, 1944
- Flerbostadshus, Karmstolsvägen, Gubbängen, Stockholm (1946-48)
- Flerbostadshus, Filipstadsbacken, Larsboda, Stockholm (1956)
- Flerbostadshus, Klippgatan 11 / Åsögatan 178, Södermalm, Stockholm (1957)
- Flerbostadshus, Bergsgatan 51/Polhemsgatan 26-28, Kungsholmen, Stockholm (1961-63)
- 16-vånings flerbostadshus vid Storforsplan i Farsta, Stockholm (1960)
- Flerbostadshus, Tulegatan 41-43 och 45-47, Vasastaden, Stockholm (1962-69)
- Kontorshus, (kv Stjärnfallet 16), Drottninggatan / Kungstensgatan, Vasastaden, Stockholm (1962-69)
- Flerbostadshus, Kommendörsgatan 44, Östermalm, Stockholm (1963-1965)
- Flerbostadshus, Fjäderholmsgränd, Vårberg centrum, Stockholm (1967-1968)
- Industribyggnader för Astra, Snäckviken, Södertälje

## Bilder

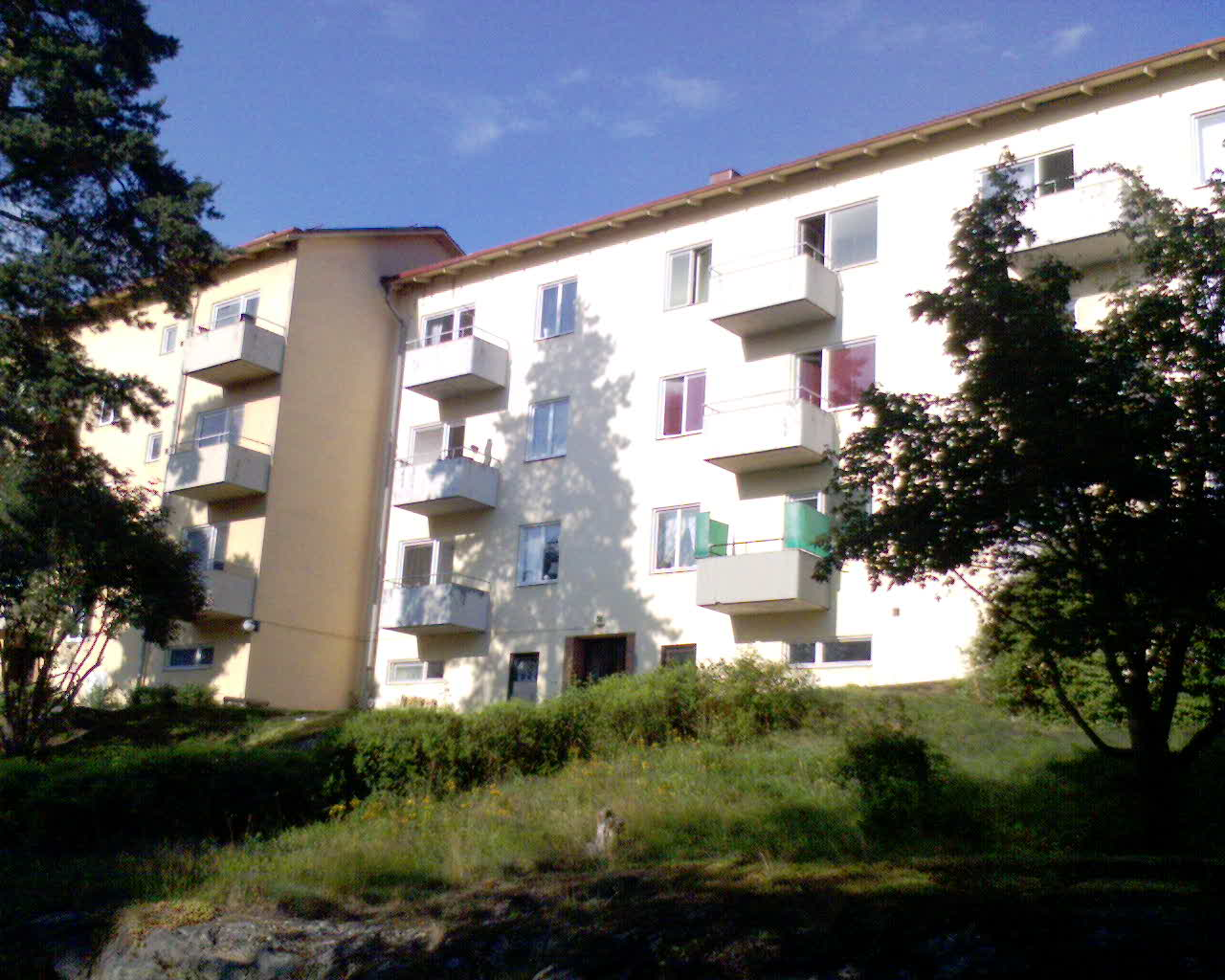
Smalhusen på Bråviksvägen 28-38 i Årsta (1944)
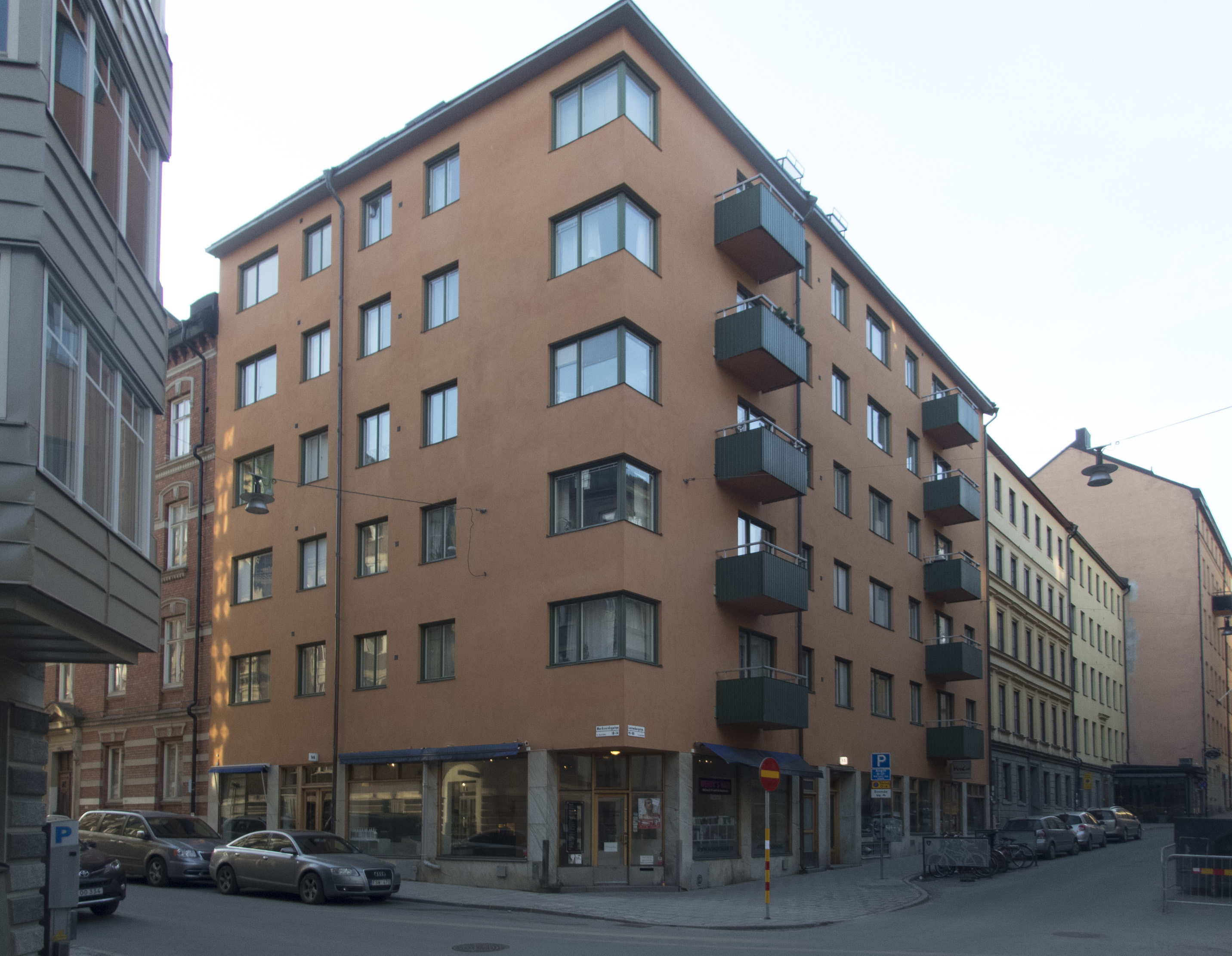
Apelträdet 12, Stockholm (1944)
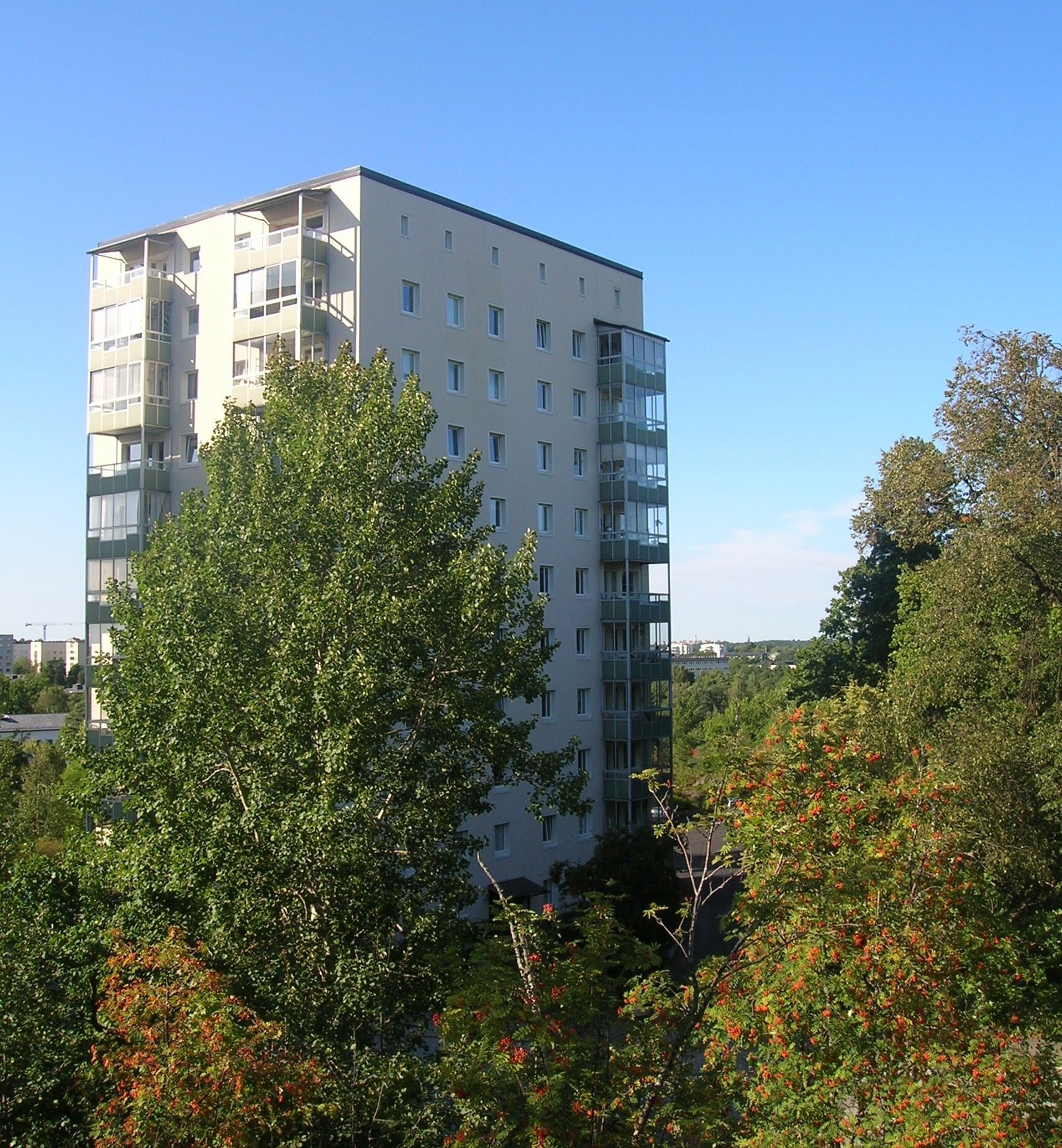
Filipstadsbacken, Larsboda (1956)
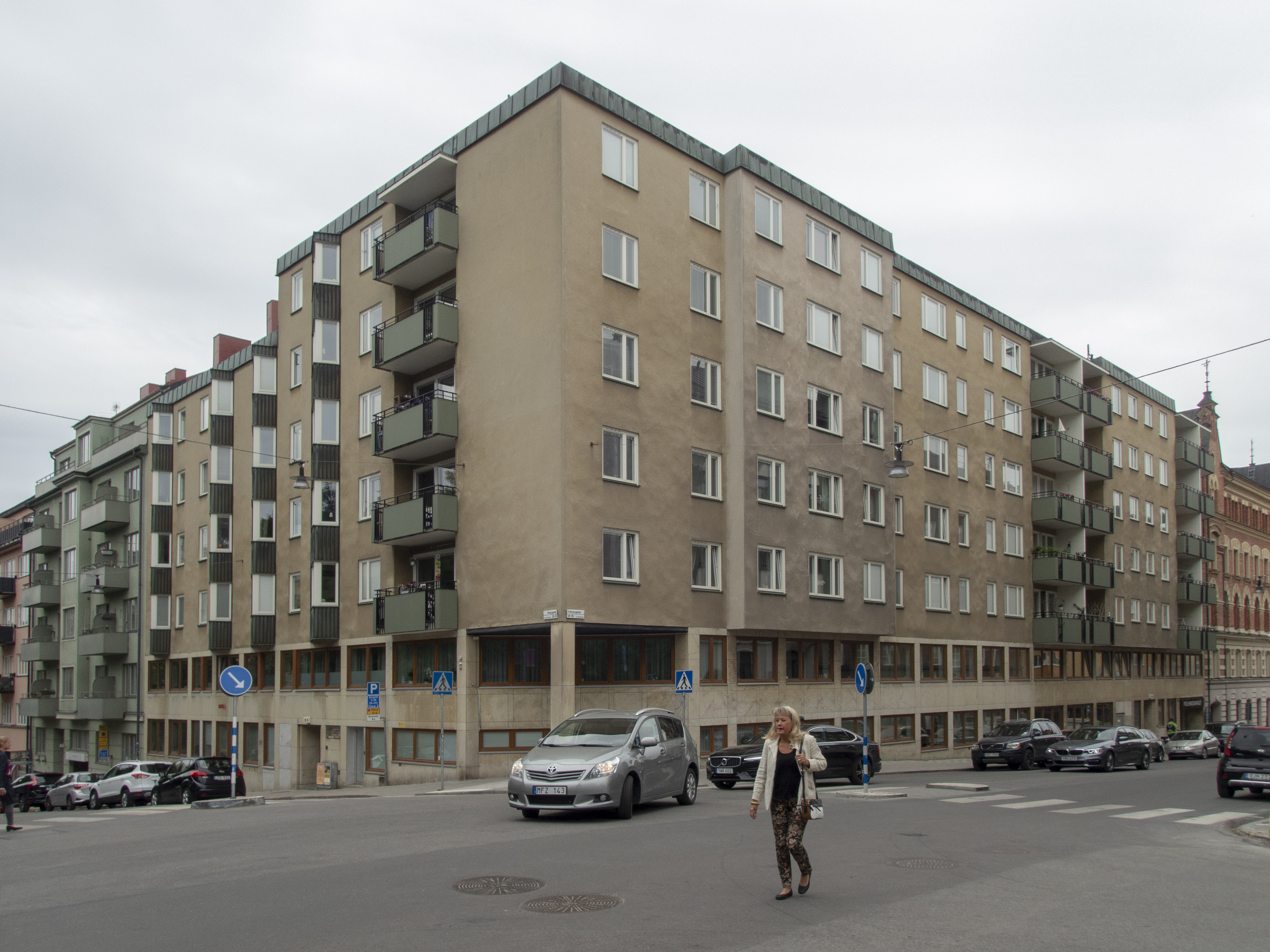
Morellträdet 26 (1961)
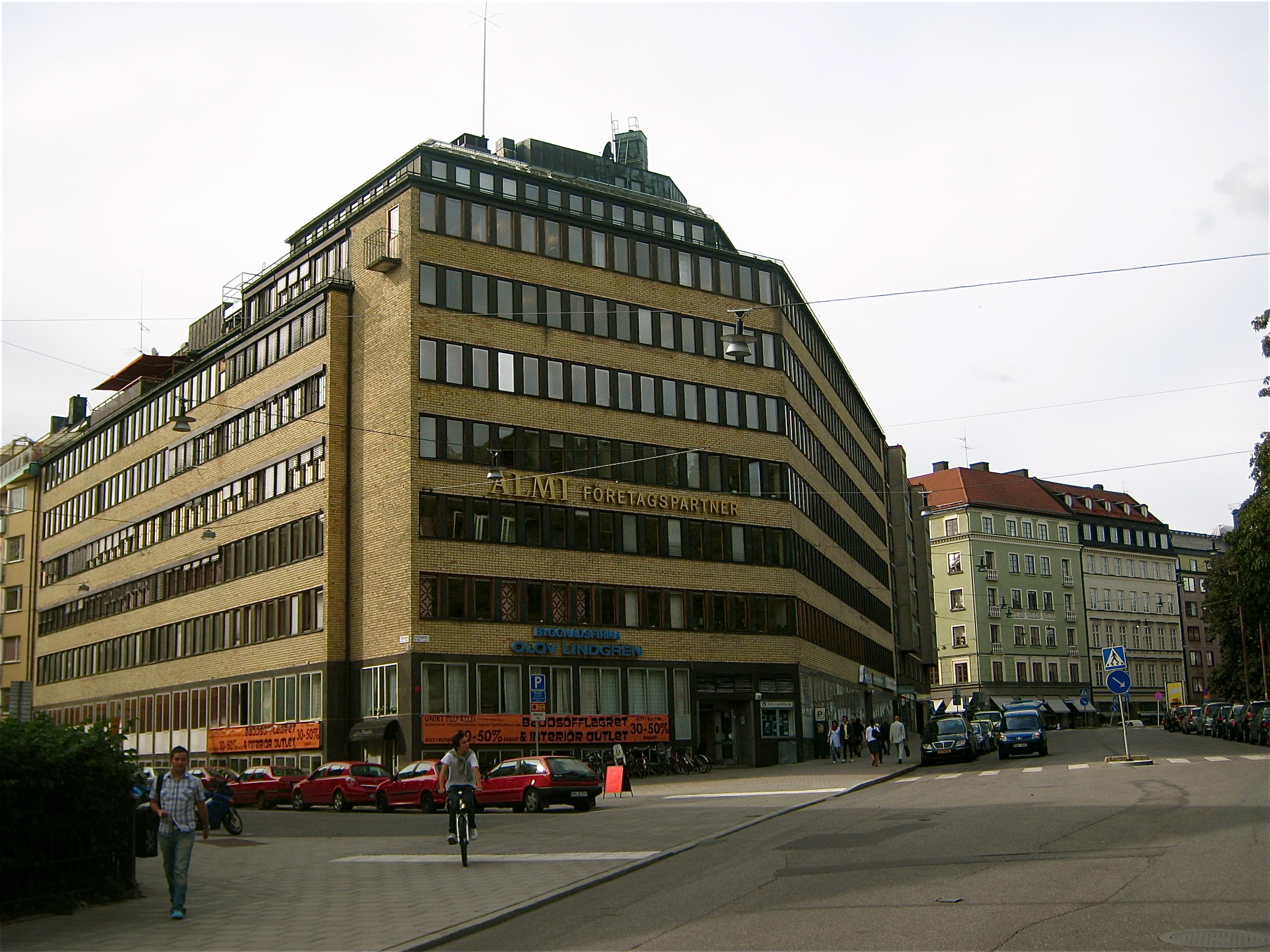
Drottninggatan 97 (1962)
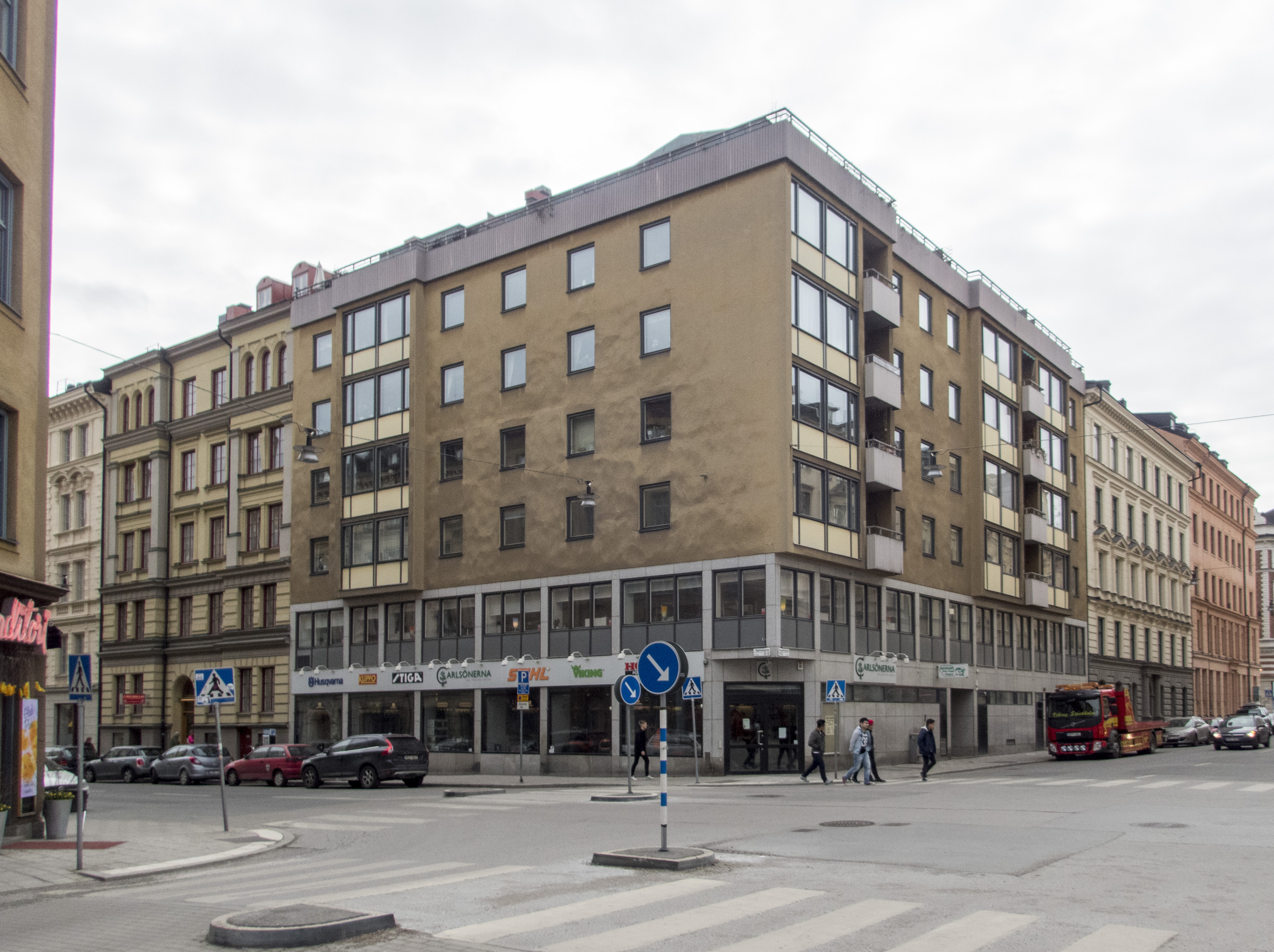
Tuben 10, Stockholm (1965)